# 巴尼號驅逐艦 (DD-149)
巴尼號驅逐艦（舷號DD-149）是一艘美國海軍建造的驅逐艦，為維克斯級驅逐艦的75號艦。她是美軍第二艘以巴尼為名的軍艦，以紀念1812年戰爭時期的海軍軍官約書亞·巴尼（Joshua Barney）。
巴尼號在1919年於克雷普父子造船廠開始建造，在同年下水，於1919年服役，其時第一次世界大戰已經結束。稍後巴尼號留在大西洋執勤，並在1922年退役封存。1930年巴尼號重返現役，在太平洋及大西洋之間作訓練用途。第二次世界大戰爆發後，巴尼號被派往大西洋海域作中立巡航，護航商船，期間曾與基爾號驅逐艦 (DD-145)相撞，造成嚴重損毀。復修巴尼號改為訓練艦，在1945年退役除籍，並在1946年出售拆解。
巴尼號在第二次世界大戰共獲一枚戰鬥之星。